# Liste der deutschen Meister im Blitzschach
Aufgelistet sind die deutschen Meister im Blitzschach, sowohl in der Einzel- als auch in der Mannschaftsdisziplin.
Die allgemeinen Blitzmeisterschaften sind für beide Geschlechter zugänglich. Es wird aber auch in getrennten Turnieren ein Frauentitel bei den Deutschen Meisterschaften vergeben.
Die Deutsche Blitzmannschaftsmeisterschaft der Frauen fiel 2006 wegen fehlender Anmeldungen aus. Auf der Sitzung der Frauenkommission am 12. Januar 2013 wurde beschlossen, dieses Turnier zukünftig nicht mehr durchzuführen.
Diese Liste erhebt keinen Anspruch auf Vollständigkeit.

## Meister der Bundesrepublik Deutschland
| Jahr | Einzelmeister        | Mannschaftsmeister      | Einzelmeister (Frauen) | Mannschaftsmeister (Frauen)         |
| ---- | -------------------- | ----------------------- | ---------------------- | ----------------------------------- |
| 1974 | Karl-Heinz Podzielny |                         | Gisela Fischdick       |                                     |
| 1975 | Robert Hübner        |                         |                        |                                     |
| 1976 | Otto Borik           |                         |                        |                                     |
| 1977 | Karl-Heinz Podzielny |                         | Barbara Hund           |                                     |
| 1978 | Karl-Heinz Podzielny |                         |                        |                                     |
| 1979 | Karl-Heinz Podzielny |                         |                        |                                     |
| 1980 | Bernd Feustel        |                         | Gisela Fischdick       |                                     |
| 1981 | Klaus Bischoff       |                         | Gisela Fischdick       |                                     |
| 1982 | Klaus Bischoff       |                         | Barbara Hund           |                                     |
| 1983 | Klaus Bischoff       |                         | Isabel Hund            |                                     |
| 1984 | Stefan Ingenerf      | FC Bayern München       | Petra Feustel          |                                     |
| 1985 | Karl-Heinz Podzielny | FC Bayern München       | Petra Feustel          |                                     |
| 1986 | Karl-Heinz Podzielny | Solinger SG 1868        | Gisela Fischdick       |                                     |
| 1987 | Georg Seul           | FC Bayern München       | Gisela Fischdick       |                                     |
| 1988 | Ralf Appel           | FC Bayern München       | Gisela Fischdick       |                                     |
| 1989 | Jürgen Lenz          | FC Bayern München       | Gisela Fischdick       |                                     |
| 1990 | Peter Enders         | FC Bayern München       | Gisela Fischdick       |                                     |
| 1991 | Markus Stangl        | FC Bayern München       | Gisela Fischdick       |                                     |
| 1992 | Markus Stangl        | FC Bayern München       | Gisela Fischdick       | Elberfelder Schachgesellschaft 1851 |
| 1993 | Klaus Bischoff       | FC Bayern München       | Gisela Fischdick       | Elberfelder Schachgesellschaft 1851 |
| 1994 | Klaus Bischoff       | FC Bayern München       | Gisela Fischdick       | Elberfelder Schachgesellschaft 1851 |
| 1995 | Klaus Bischoff       | FC Bayern München       | Gisela Fischdick       | Elberfelder Schachgesellschaft 1851 |
| 1996 | Klaus Bischoff       | Solinger SG 1868        | Annemarie Sylvia Meier | Elberfelder Schachgesellschaft 1851 |
| 1997 | Thies Heinemann      | SG Porz                 | Marina Olbrich         | Elberfelder Schachgesellschaft 1851 |
| 1998 | Roland Schmaltz      | SG Porz                 | Gisela Fischdick       | SC Leipzig-Gohlis                   |
| 1999 | Mladen Muše          | SG Porz                 | Gisela Fischdick       | Turm Krefeld                        |
| 2000 | Thomas Koch          | Solinger SG 1868        | Marina Olbrich         | SC Leipzig-Gohlis                   |
| 2001 | Jan Gustafsson       | SG Porz                 | Elisabeth Pähtz        | TSV Zeulenroda                      |
| 2002 | Robert Rabiega       | Solinger SG 1868        | Gisela Fischdick       | USV Halle                           |
| 2003 | Robert Rabiega       | SC Baden-Oos            | Marina Olbrich         |                                     |
| 2004 | Klaus Bischoff       | TV Tegernsee            | Annemarie Sylvia Meier | SC Leipzig-Gohlis                   |
| 2005 | Klaus Bischoff       | SV Wattenscheid         | Marina Olbrich         | SV 1947 Walldorf                    |
| 2006 | Klaus Bischoff       | SVG 1920 Plettenberg    | Marina Olbrich         |                                     |
| 2007 | Karl-Heinz Podzielny | OSC Baden-Baden         | Sandra Ulms            |                                     |
| 2008 | Robert Rabiega       | TSV Bindlach-Aktionär   | Sandra Ulms            | SK Großlehna                        |
| 2009 | Klaus Bischoff       | TV Tegernsee            | Heike Vogel            | SC Leipzig-Gohlis                   |
| 2010 | Jan Gustafsson       | SG Porz                 | Alina Rath             | SC Leipzig-Gohlis                   |
| 2011 | Klaus Bischoff       | FC Bayern München       | Jessica Schmidt        | SF 1891 Friedberg                   |
| 2012 | Klaus Bischoff       | SG Porz                 | Vera Jürgens           | USV Potsdam                         |
| 2013 | René Stern           | OSG Baden-Baden         | Elisabeth Pähtz        |                                     |
| 2014 | Robert Rabiega       | SK König Tegel          | Marta Michna           |                                     |
| 2015 | Ilja Schneider       | FC Bayern München       | Gisela Fischdick       |                                     |
| 2016 | Andreas Heimann      | SF Bad Emstal/Wolfhagen | Elisabeth Pähtz        |                                     |
| 2017 | Andreas Heimann      | SF Bad Emstal/Wolfhagen | Elisabeth Pähtz        |                                     |
| 2018 | Ilja Schneider       | SF Bad Emstal/Wolfhagen | Marta Michna           |                                     |
| 2019 | Rainer Buhmann       | SF Bad Emstal/Wolfhagen | Marta Michna           |                                     |
| 2020 | Matthias Blübaum     | SF Deizisau             | Marta Michna           |                                     |
| 2021 | Matthias Blübaum     | ausgefallen             | Marta Michna           |                                     |
| 2022 | Matthias Blübaum     | Düsseldorfer SK 1914/25 | Tatjana Melamed        |                                     |
| 2023 | Matthias Blübaum     | SC Remagen-Sinzig       | Dinara Wagner          |                                     |
| 2024 | Alexander Donchenko  | SC Ötigheim             | Margarita Novikova     |                                     |
| 2025 | Rasmus Svane         | SC Remagen-Sinzig       | Dinara Wagner          |                                     |

## Meister der DDR
| Jahr | Einzelmeister        | Mannschaftsmeister         | Einzelmeister (Frauen) | Mannschaftsmeister (Frauen)                  |
| ---- | -------------------- | -------------------------- | ---------------------- | -------------------------------------------- |
| 1961 |                      | SC Chemie Halle            |                        |                                              |
| 1962 |                      | SC Chemie Halle            |                        |                                              |
| 1963 |                      | TSC Berlin                 |                        |                                              |
| 1964 |                      | TSC Berlin                 |                        |                                              |
| 1965 |                      | TSC Berlin                 |                        |                                              |
| 1966 |                      | SC Leipzig                 |                        |                                              |
| 1967 | Heinz Rätsch         | SC Leipzig                 |                        |                                              |
| 1968 | Harald Darius        | SG Leipzig                 |                        | BSG Buna Halle                               |
| 1969 | Manfred Schöneberg   | SG Leipzig                 | Marion Worch           | BSG Buna Halle                               |
| 1970 | Artur Hennings       | SG Leipzig                 | Brigitte Hofmann       | BSG Buna Halle                               |
| 1971 | Lothar Zinn          |                            | Eveline Nünchert       | BSG Buna Halle                               |
| 1972 | Manfred Schöneberg   |                            | Marion Worch           | BSG Buna Halle                               |
| 1973 | Lothar Zinn          | SG Leipzig                 | Eveline Nünchert       | BSG Buna Halle                               |
| 1974 | Harald Darius        | BSG AdW Berlin             | Eveline Nünchert       | HGS PH/Empor Potsdam                         |
| 1975 | Hans-Ulrich Grünberg | BSG AdW Berlin             | Eveline Nünchert       | HSG PH Potsdam                               |
| 1976 | Lothar Zinn          | BSG AdW Berlin             | Marion Worch           | BSG Buna Halle-Neustadt                      |
| 1977 | Harald Darius        | BSG AdW Berlin             | Petra Feustel          | BSG Motor Lindenau/Motor Gohlis Nord Leipzig |
| 1978 | Matthias Schurade    | BSG AdW Berlin             | Martina Keller         | TSG Wittenberg                               |
| 1979 | Thomas Jakat         | SG Leipzig                 | Brigitte Hofmann       | BSG Buna Halle-Neustadt                      |
| 1980 | Harald Darius        | BSG AdW Berlin             | Martina Keller         | BSG Buna Halle-Neustadt                      |
| 1981 | Peter Enders         | BSG AdW Berlin             | Brigitte Burchardt     | BSG Buna Halle-Neustadt                      |
| 1982 | Thomas Pähtz         | BSG Funkwerk Erfurt        | Eveline Nünchert       | BSG Metall Gera                              |
| 1983 | Thomas Pähtz         | BSG Mikroelektronik Erfurt | Eveline Nünchert       | BSG AdW Berlin                               |
| 1984 | Raj Tischbierek      | BSG Baukombinat Leipzig    | Eveline Nünchert       | BSG AdW Berlin                               |
| 1985 | Henrik Teske         | BSG Baukombinat Leipzig    | Antje Riedel           | BSG AdW Berlin                               |
| 1986 | Thomas Casper        |                            |                        |                                              |
| 1987 | Arnd Rösch           |                            | Antje Riedel           |                                              |
| 1988 | Eckhard Jeske        | HSG TU Magdeburg           | Annett Wagner-Michel   | BSG Rotation Berlin                          |
| 1989 | Johannes Hiebel      | Dresdner SK 90             | Martina Beltz          | BSG AdW Berlin                               |
| 1990 | Thomas Schubert      | Baukombinat Leipzig        | Annett Wagner-Michel   | BSG AdW Berlin                               |

## Seniorenmeister

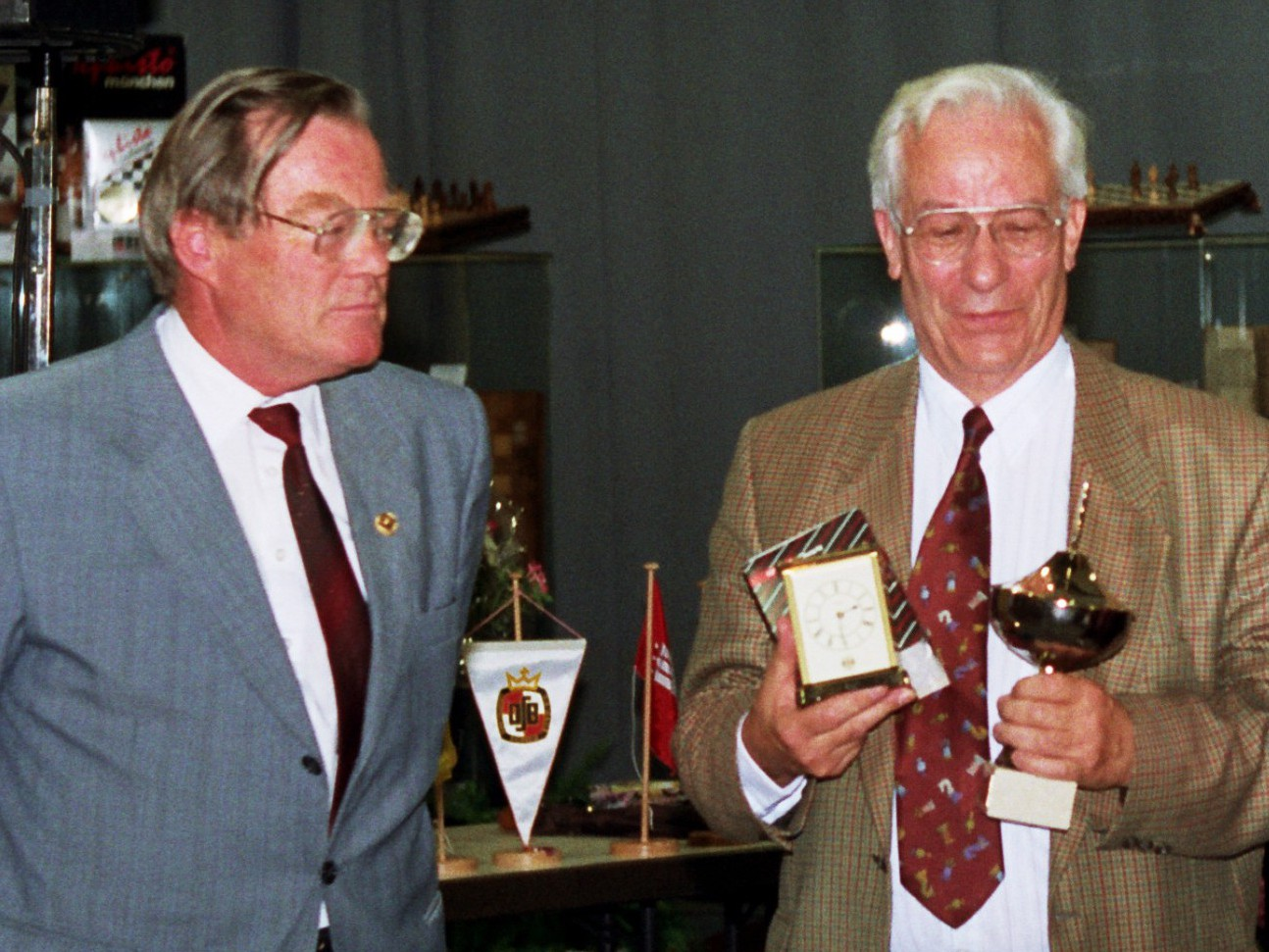
Klaus Gohde und Gerhard Hund, 1995 in Oldenburg bei der Siegerehrung zur Deutschen Senioreneinzelmeisterschaft.

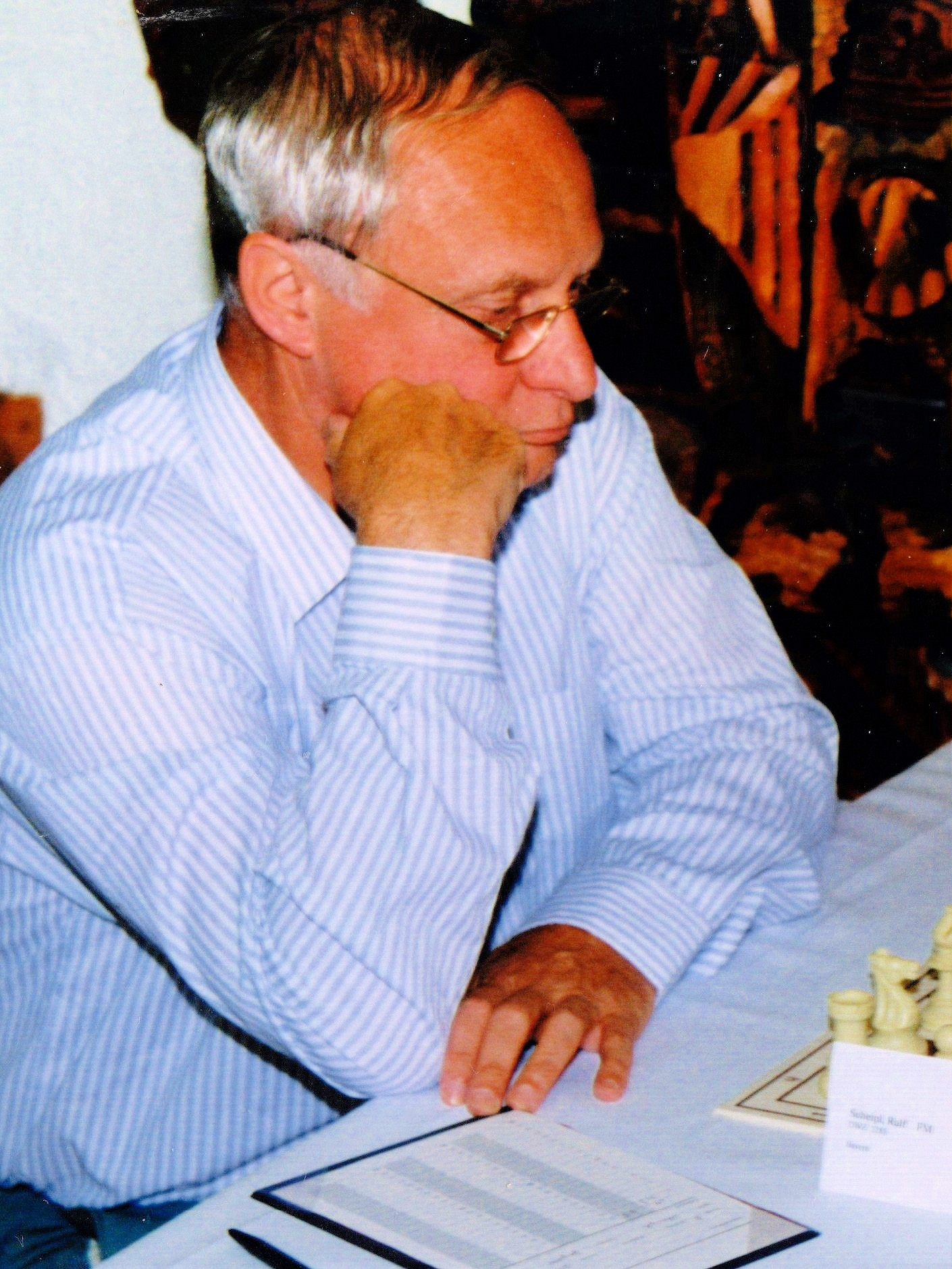
Ralf Scheipl (1996)

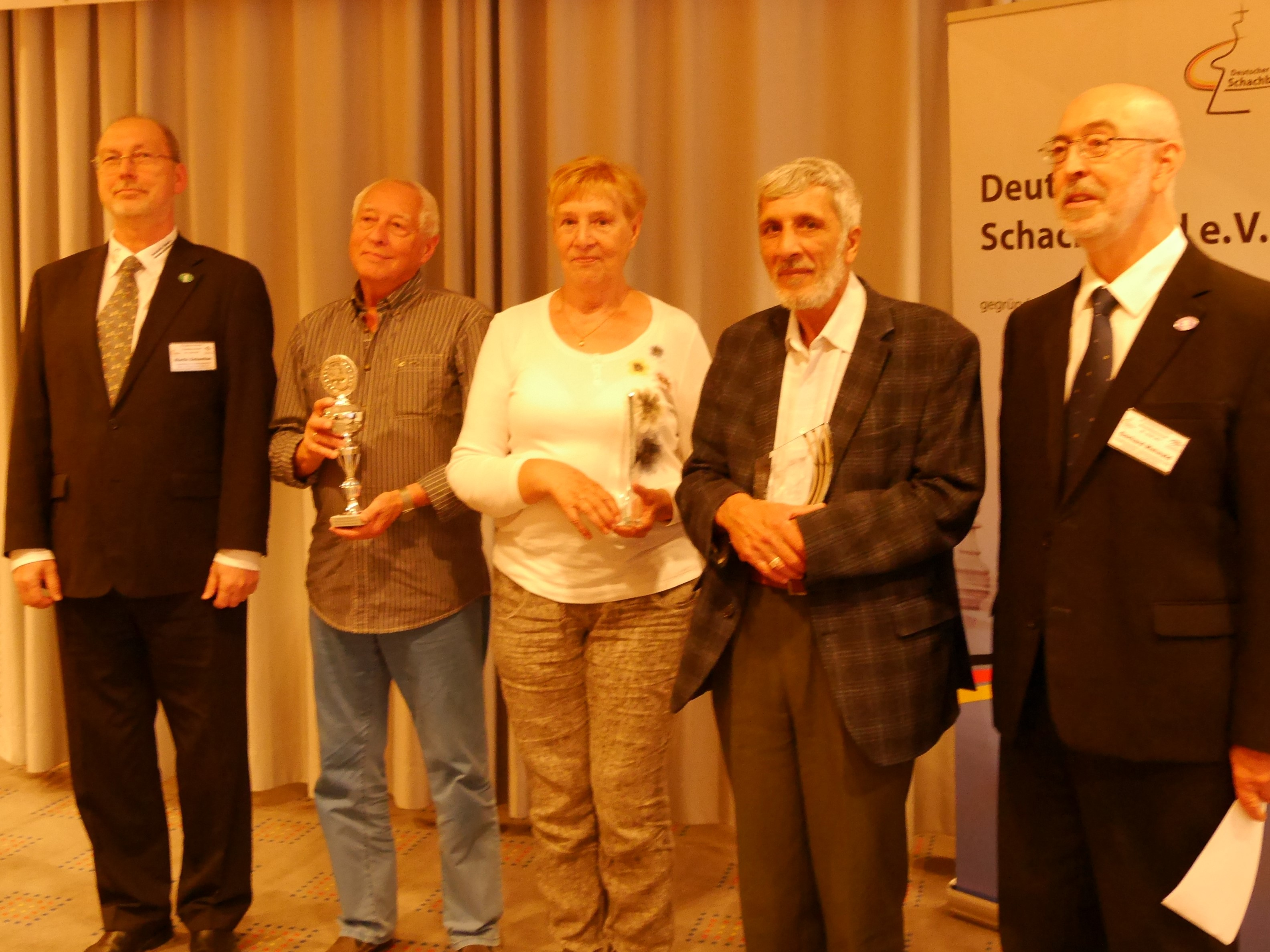
Siegerehrung 2017 in Berlin, von links nach rechts: Martin Sebastian, Michail Bogorad (Nestoren), Eveline Nünchert (Frauen), Jakob Meister (Meister 2017) und Gerhard Meiwald (Seniorenreferent).

Offiziell seit 1996 finden auch deutsche Senioreneinzelmeisterschaften im Blitzschach statt:
| Nr. | Jahr | Blitzmeister                                     | Ort des Turnieres |
| --- | ---- | ------------------------------------------------ | ----------------- |
| 1   | 1996 | Ralf Scheipl                                     | Oybin             |
| 2   | 1997 | Ralf Scheipl                                     | Schney            |
| 3   | 1998 | ausgefallen                                      | Horn-Bad Meinberg |
| 4   | 1999 | Michail Bogorad                                  | Essen-Werden      |
| 5   | 2000 | Reinhard Zunker                                  | Crimmitschau      |
| 6   | 2001 | Klaus Klundt                                     | Bad Brückenau     |
| 7   | 2002 | Werner Reichenbach                               | Bad Bocklet       |
| 8   | 2003 | Werner Reichenbach                               | Leipzig           |
| 9   | 2004 | Klaus Klundt                                     | Brakel            |
| 10  | 2005 | Klaus Klundt                                     | Brakel            |
| 11  | 2006 | Juri Ljubarski                                   | Dresden           |
| 12  | 2007 | Anatoly Donchenko                                | Bad Marienberg    |
| 13  | 2008 | Klaus Klundt                                     | Bad Marienberg    |
| 14  | 2009 | Dieter Hottes                                    | Dresden           |
| 15  | 2010 | Gottfried Schumacher                             | Berlin            |
| 16  | 2011 | Anatoly Donchenko                                | Gladenbach        |
| 17  | 2012 | Ryhor Isserman                                   | Gladenbach        |
| 18  | 2013 | Gottfried Schumacher                             | Oberhof           |
| 19  | 2014 | Bodo Schmidt                                     | Bad Neuenahr      |
| 20  | 2015 | Günter Weidlich                                  | Magdeburg         |
| 21  | 2016 | Anatoly Donchenko                                | Niedernhausen     |
| 22  | 2017 | Jakob Meister                                    | Berlin            |
| 23  | 2018 | Bernd Schneider (50+) Gottfried Schumacher (65+) | Hamburg           |
| 24  | 2019 | Karsten Schulz (50+) Hans Werner Ackermann (65+) | Radebeul          |
| 25  | 2020 | Christian Maier (50+) Yuri Boidman (65+)         | Magdeburg         |
| 26  | 2021 | Bernd Schneider (50+) Hans-Joachim Vatter (65+)  | Magdeburg         |
| 27  | 2022 | Karsten Schulz (50+) Yuri Boidman (65+)          | Magdeburg         |
| 28  | 2023 | Sven Telljohann (50+) Bodo Schmidt (65+)         | Bad Wildungen     |
| 29  | 2024 | Patrik Burkart (50+) Joachim Brüggemann (65+)    | Bad Wildungen     |
| 30  | 2025 | Bernd Schneider (50+) Dieter Seyb (65+)          | Bad Neuenahr      |